# نورية (حلوى)
النوريّة نوع من الحلوى الموجودة في المطبخ العثماني. توجد وصفتة في كتاب الطبخ التركي الأول ملجأ الطباخين.